# محمد سلطان باشا
محمد سلطان باشا أول رئيس لمجلس النواب المصري، شغل المنصب في الفترة من (18 ديسمبر 1881- 26 مارس 1882) ثم من (19 نوفمبر 1883 - 18 أغسطس 1884) في عهد الخديوى توفيق. كان يلقب بملك الصعيد نظراً لكونه مسقط رأسه وأيضاً لامتلاكه مساحات كبيرة من الأراضي هناك. هو والد عمر باشا سلطان والناشطة النسوية المعروفة هدى شعراوي.
أعتبره الكثيرون رمز خيانة للثورة العرابية رغم أنه كان أحد قادتها الكبار لكنه انقلب على عرابي لصالح الخديوي توفيق، بل وقام بدفع أموال لرشوة زعماء البدو من أجل عصيان عرابي والتمرد عليه، وبعد هزيمة عرابي في التل الكبير أنعم الخديوي توفيق على سلطان باشا بعشرة آلاف فدان وعشرة آلاف جنيه ذهب، كما منحته الحكومة البريطانية لقب فارس (سير) ليصبح أول مصري يحصل على هذا اللقب.
في عام 1947 نشرت مذكرات هدى شعراوي والتي دافعت فيها عن والدها واصفة بأنه تعرض للخداع قائلة: أبي هو الذى حذر منذ وقت مبكر مما يمكن أن يحدث نتيجة الاندفاع في مواقف متطرفة، وغلب الاندفاع على صوت العقل، فكانت تلك النتيجة السيئة.
أفادت المذكرات أن سلطان باشا كان على خلاف سياسي مع عرابي معتقدًا أنه يسعى إلى السلطة، وعندما تواصل مع القادة البريطانيين وعده السير إدوارد ماليت أن البريطانيين لن يسمحوا بأي حال لعرابي ورفاقه أن يحكموا مصر بدلا عن الخديوي. إلا أنهم سوف يسحبون قواتهم فورا في أعقاب الأزمة، غير أن ماليت لم يقد لسلطان باشا في أي لحظة مذكرة كتابية تحدد موقف الحكومة البريطانية على نحو ما قد طلب سلطان باشا، وأيا كان الحال فقد اعتمد سلطان باشا على الطريقة الشرقية على كلمة شرف القنصل البريطاني ونزاهته، ولم يشك في إمكانية أن يكونوا قد تلاعبوا به، وكان اعتقاده الأكيد ان القوات البريطانية لن تبقى في البلاد بعد كسب المعركة، وقد كانت خيبة أمله بالطبع فادحة حين أدرك وعود ماليت بالانسحاي الفوري بعد الانتصار على عرابي كانت كاذبة، وأن البريطانيين الذين زعموا التدخل في مصر مساندة لحكم الخديوي سوف يواصلون احتلالهم للبلاد بلا نهاية.
أصيب بصدمة عنيفة واعتزل الناس والعمل السياسي وهو يرجو أن يسامحه عرابي في سنواته الأخيرة، وتوفي في 19 أغسطس سنة 1884.